# Iñaki Bonillas
Iñaki Bonillas (Ciudad de México, 1981) es un artista contemporáneo mexicano. Su propuesta artística gira principalmente en torno a la fotografía, los procesos que la hacen posible y acervos fotográficos de su propia familia.

## Estilo
Desde los años noventa estableció en su trabajo plástico una relación con la fotografía. Afín a la estética y las prácticas conceptuales de los años sesenta y setenta, la obra de Bonillas se enfoca en el hecho fotográfico (la cámara, la película, el obturador, el revelado, etcétera), para después conectarlos con distintos procedimientos no-fotográficos.
Dentro de esta dinámica, por ejemplo, Bonillas ha usado en su obra el archivo fotográfico de su abuelo materno, J. R. Plaza, a partir del cual ha desarrollado una serie de reinterpretaciones. Bonillas reúne elementos que a priori parecerían incompatibles: por un lado, una narrativa personal, biográfica, hecha de anécdotas y apuntes de carácter privado y, por otro, un sentido de recopilación y de clasificación.
En México, Bonillas es representado por la galería kurimanzutto.

## Algunas exposiciones
Algunas exposiciones del artista se han llevado a cabo en La Virreina Centre de la Imatge, Barcelona, el Museo de Arte de Basilea, The Galleries at Moore, de Filadelfia, Punctum, Salzburger Kunstverein de Salzburgo, la Bienal de Sao Paulo, el Museo Amparo de Puebla, y el Musée d'Art moderne de la Ville de Paris / ARC.
En 2014 llevó a cabo Words & Photos, un proyecto para la web de Dia Art Foundation (Nueva York). En 2016 realizó una obra de intervención a la Casa Luis Barragán denominada Secretos. En 2017 presentó el proyecto Like sparrows around a pool of water en Zona Maco Sur. 

## Premios y reconocimientos
- 2016, Premio de la Feria de Arte Contemporáneo Zona Maco[11]